# Croix de Montolieu
La croix de Montolieu est une croix située à Montolieu, en France.

## Localisation
La croix est située sur la commune de Montolieu, dans le département français de l'Aude.

## Historique
L'édifice est inscrit au titre des monuments historiques en 1948.